# Grafschaft Tecklenburg
Die Grafschaft Tecklenburg war ein Territorium des Heiligen Römischen Reichs. Sie lag im westfälischen Reichskreis und war 330 km² groß. Seit 1707 war die Grafschaft ein Teil von Brandenburg-Preußen.

## Geschichte

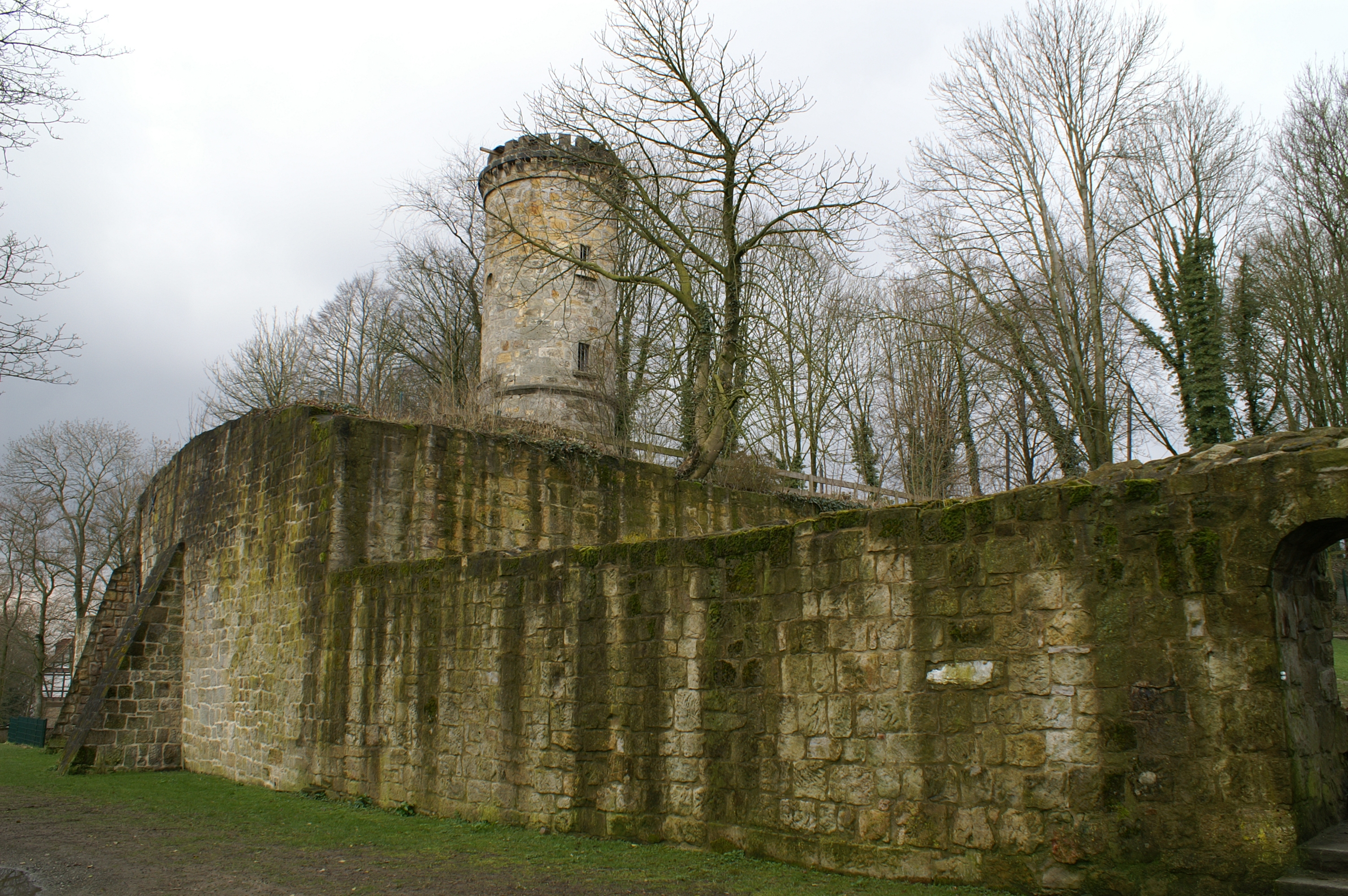
Burg Tecklenburg

Um die Burg Tecklenburg im Südwesten von Osnabrück bauten Ekbert I. und die folgenden Grafen von Tecklenburg ein ausgedehntes Herrschaftsgebiet zwischen den Flüssen Hunte und Ems auf. Bis 1173 besaßen die Grafen die Vogtei über das Bistum Münster. Zwischen 1180 und 1236 waren sie auch im Besitz der Vogtei des Bistums Osnabrück. In dieser Zeit war die Grafschaft neben der konkurrierenden Grafschaft Ravensberg die stärkste Macht in diesem Raum. In den Auseinandersetzungen um die Macht auf Reichsebene im 12. und 13. Jahrhundert waren die Tecklenburger Anhänger von Lothar von Süpplingenburg und der Welfen. Simon I. erwarb 1189 die Herrschaft Ibbenbüren.
Nach dem Aussterben der Grafen von Tecklenburg 1262 kam die Grafschaft an die Grafen von Bentheim. Zwischen 1328 und 1562 gehörte sie den Grafen von Schwerin. Diese konnten 1365 die Herrschaft Rheda erwerben. Sie verloren aber 1400 die nördlichen Teile der Grafschaft mit den Ämtern Cloppenburg, Friesoythe und Bevergern an das Hochstift Münster. Fortan wurden die Landstände im Landtag der Grafschaft nur noch durch zehn landtagsfähige Güter vertreten: Haus Marck, Haus Kappeln (bei Westerkappeln), Haus Hülshoff (bei Tecklenburg), Haus Kirstapel (bei Lienen), Haus Kronenburg (bei Lengerich), Haus Langenbrück (bei Westerkappeln), Haus Meesenburg (bei Ledde), Haus Schollbruch (bei Lengerich), Haus Velpe (bei Westerkappeln) und Haus Vortlage (bei Lengerich).
Konrad von Tecklenburg-Schwerin war der erste Landesherr im westfälischen Raum, der die Reformation einführte. Er trat dem Schmalkaldischen Bund bei. Nach dessen Niederlage musste er im Jahr 1548 Lingen, Ibbenbüren, Brochterbeck, Recke und Mettingen an Kaiser Karl V. abtreten und die Grafschaft Lingen entstand. Die Ortschaft Schale verblieb bei der Grafschaft Tecklenburg.
Unter Umgehung der Erbansprüche des Hauses Solms-Braunfels kam die Grafschaft Tecklenburg 1557 an Arnold II.(IV.) zu Bentheim-Tecklenburg. Dessen Sohn Adolf gründete 1609 eine eigene Linie Tecklenburg. Im Jahr 1588 führten die Grafen die reformierte Konfession ein.
Als Folge eines Urteils des Reichskammergerichts fiel die Grafschaft Tecklenburg 1696 an das Haus Solms. Graf Wilhelm Moritz von Solms-Braunfels verkaufte Tecklenburg 1707 an Preußen. Im Berliner Vergleich verzichtete das Grafenhaus Bentheim-Tecklenburg 1729 gegenüber Preußen auf alle Ansprüche.
Das Gebiet kam 1808 an das Großherzogtum Berg, ehe es 1811 an Frankreich und 1813 wieder an Preußen fiel. Das Gebiet der Grafschaft gehörte von 1815 an zur preußischen Provinz Westfalen und ging 1816 im Kreis Tecklenburg auf, der bis 1975 bestand.

## Stammwappen

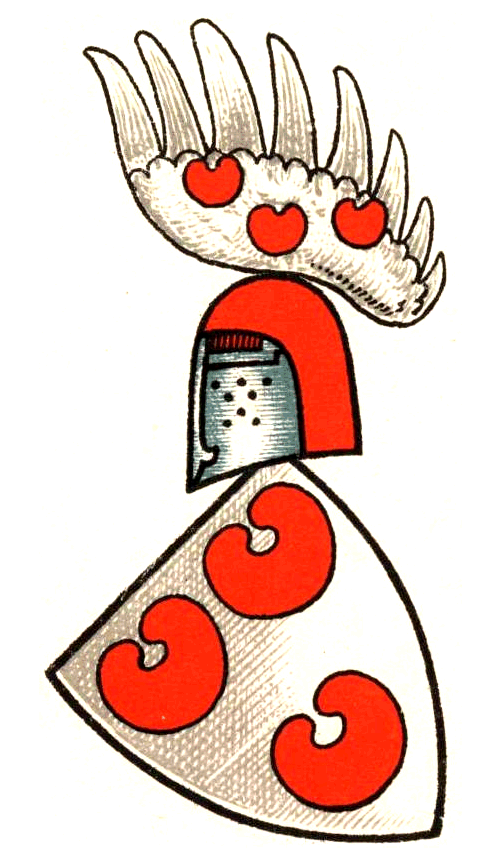
Stammwappen der Grafen zu Tecklenburg

Das Stammwappen der Grafen von Tecklenburg zeigt in Silber drei (2:1) rote Seeblätter. Auf dem Helm ein silberner Flügel mit den drei Blättern belegt.

## Regierende Grafen von Tecklenburg
| Regierungszeit | Herrscher                                                    | Bemerkungen |
| -------------- | ------------------------------------------------------------ | ----------- |
| 1139–1150      | Ekbert I. von Tecklenburg (* um 1090; † 4. Februar 1150)     |             |
| 1150–1156      | Heinrich I. von Tecklenburg (* um 1115; † 22. November 1156) |             |
| 1156–1202      | Simon I. von Tecklenburg (* um 1140; † 8. August 1202)       |             |
| 1202–1263      | Otto I. von Tecklenburg (* um 1185; † 11. September 1263)    |             |
| 1202–1226      | Heinrich II. von Tecklenburg († vor 1226)                    | Mitregent   |
| 1235/40–1247   | Heinrich III. von Tecklenburg († 1247)                       | Mitregent   |

| Regierungszeit | Herrscher                                                | Bemerkungen                                     |
| -------------- | -------------------------------------------------------- | ----------------------------------------------- |
| 1263–1279      | Otto II. von Bentheim-Tecklenburg (* um 1248; † um 1279) | durch Heirat mit Heilwig von Tecklenburg, Erbin |
| 1279–1285      | Otto III. von Tecklenburg († um 1285)                    |                                                 |
| 1285–1307      | Otto IV. von Tecklenburg-Ibbenbüren († 1307)             |                                                 |
| 1307–1328      | Otto V. († 1329)                                         | Vorerbe, starb kinderlos                        |

| Regierungszeit | Herrscher                                                         | Bemerkungen |
| -------------- | ----------------------------------------------------------------- | --- |
| 1328–1360/67   | Nikolaus I. von Schwerin, Graf von Tecklenburg († 1360/67)        | ältester Neffe von Otto V. |
| 1360/67–1388   | Otto VI. von Tecklenburg († 1388)                                 | |
| 1388–1426      | Nikolaus II. von Tecklenburg († 1426)                             | verlor Herrschaft Bevergern sowie die nördlichen Ämter Cloppenburg und Friesoythe                                                                   |
| 1426–1450      | Otto VII. von Tecklenburg († 1450)                                | |
| 1450–1508      | Nikolaus III. von Tecklenburg († 1508)                            | überließ die Grafschaft Iburg seinem Bruder Otto VIII. und die Grafschaft Lingen 1493 an den Sohn Nikolaus IV.                                      |
| 1508–1534      | Otto IX. von Tecklenburg († 1534)                                 | |
| 1534–1557      | Konrad von Tecklenburg-Schwerin (* 1501; † 6. oder 16. Juni 1557) | Erbte 1541 die Grafschaft Lingen von seinem Onkel Nikolaus IV., Anna von Tecklenburg einzige Erbin; er führte die Reformation in der Grafschaft ein |

| Regierungszeit | Herrscher                                                                       | Bemerkungen                                                                            |
| -------------- | ------------------------------------------------------------------------------- | -------------------------------------------------------------------------------------- |
| 1557–1562      | Eberwin III. von Bentheim-Steinfurt (* 1536; † 19. Februar 1562)                | Heirat (1553) der einzigen Erbin derer von Tecklenburg-Schwerin, Anna von Tecklenburg. |
| 1562–1606      | Arnold II. von Bentheim-Tecklenburg (* 10./11. Oktober 1554; † 11. Januar 1606) |                                                                                        |
| 1606–1623      | Adolf von Bentheim zu Tecklenburg und Rheda                                     |                                                                                        |
| 1623–1674      | Moritz von Bentheim-Tecklenburg                                                 |                                                                                        |
| 1674–1701      | Johann Adolf von Bentheim-Tecklenburg                                           | verlor 1700 durch einen Prozess Tecklenburg                                            |